# 百済史年表
百済史年表（くだらしねんぴょう）は、朝鮮半島地域の三国時代における百済王国の主要年表である。

## 前々期
- 『広韻』には、百済王の扶余氏は「中国呉の夫概から出た扶余氏」と記録されている。

## 前期
- 346年　近肖古王即位
- 369年　高句麗、百済を攻め雉壌の戦いで敗北する。
- 371年　百済、高句麗の平壌城を攻め、高句麗故国原王戦死。
- 372年　東晋、百済王余句（近肖古王）を鎮東将軍領楽浪太守にする。
- 384年　晋から百済に仏教伝来。
- 392年　高句麗、百済北部を攻め、十余城を落とす。
- 396年　高句麗、百済を撃ち、58城を奪い、百済王弟を人質とする。
- 397年　百済、倭国と通好し、太子腆支を人質とする。
- 433年　百済、新羅と同盟（羅済同盟）。
- 455年　高句麗、百済を撃ち、新羅が百済を救う。
- 458年　百済余慶（蓋鹵王）、宋に使者を送り、臣下の叙授を求める。
- 472年　百済王余慶、北魏に使者を送り、高句麗出兵を求める。
- 475年　高句麗長寿王、百済の漢城を陥落させ、百済蓋鹵王を殺す。

## 中期
- 475年　百済文周王即位し、熊津（現・忠清南道公州市）に遷都。
- 477年　百済兵官佐平解仇、文周王を殺し、三斤王を立てる。
- 479年　百済東城王即位
- 490年　北魏、数十万騎百済を攻める（南斉書）。
- 495年　高句麗、百済の雉壌城を攻め、新羅が百済を救援する。
- 501年　東城王暗殺され、武寧王即位。
- 503年　百済武寧王、倭国に遣使。
- 523年　百済聖王（聖明王）即位

## 後期
- 538年　百済聖王、泗沘（現・忠清南道扶余郡）に遷都し、国号を南扶余と号す。
- 544年　高句麗、百済を攻撃し、新羅が百済を救援する。
- 554年　百済聖王、新羅の管山城を撃ち敗死。百済威徳王即位。
- 562年　高句麗、百済の熊川城を攻撃。
- 600年　百済武王即位
- 616年　百済、新羅の母山城を攻撃。
- 638年　百済、新羅の独山城を攻撃。
- 641年　百済義慈王即位
- 643年　百済、高句麗と同盟（麗済同盟）。
- 655年　新羅、百済の刀比川城を攻撃。
- 657年　百済、王の庶子41人を佐平の官に任命。
- 660年　唐・新羅連合軍（唐・新羅の同盟）、百済を滅ぼす。
- 663年　倭国の百済救援軍、白村江で唐軍に大敗。

## 後百済時代
- 892年 甄萱（キョンフォン）が農民一揆に乗じて挙兵。
- 922年 後百済は、日本に参戦を要請したが拒絶された。後唐にも朝貢したが、名ばかりの官職しか得られず、実質的な援助はなかった。
- 929年 後百済は、慶尚北道で快進撃を収め、再び日本に援助を要請したが、再び拒絶された。
- 930年 高麗は反撃に転じ、古昌郡において後百済を大敗させた。
- 936年 王建は甄萱と共に後百済を滅ぼした。旧百済地域からの人材登用の忌避は後々まで悪影響をもたらし、全羅道差別という地域差別となって後代まで残った。